# Wade Lake
Der Wade Lake, auf Karten auch als Lake Wade zu finden, ist ein Gebirgssee im Southland District der Region Southland auf der Südinsel von Neuseeland.

## Namensherkunft
Der See wurde möglicherweise von dem Fiordland-Forscher W. Y. H. Hall nach seinem Geschäftspartner, dem Rechtsanwalt F. W. Wade, benannt.

## Geographie
Der Wade Lake befindet sich rund 870 m westlich des Lake Thomson und rund 3,5 km westnordwestlich des Lake Hankinson. Der See dehnt sich auf einer Höhe von rund 950 m über eine Fläche von rund 27 Hektar aus, erstreckt sich über eine Länge von rund 900 m in Nordnordwest-Südsüdost-Richtung und misst an seiner breitesten Stelle rund 600 m in Westsüdwest-Ostnordost-Richtung.
Zulauf bekommt der See durch wenige kleine Gebirgsbäche und seine Entwässerung findet an seiner Ostseite zum Lake Thomson statt.